# Chaz Bono
Chaz Salvatore Bono (nacido en Los Ángeles, 4 de marzo de 1969) es un activista estadounidense, hijo de la cantante Cher y Sonny Bono, quienes en ese momento conformaban el dúo musical Sonny & Cher.
Desde muy joven tuvo que soportar el peso de la fama, apareciendo en el programa televisivo de sus padres The Sonny & Cher Comedy Hour. Aunque intentó el éxito con escarceos musicales, finalmente adquirió relevancia con el reconocimiento público de su homosexualidad en 1995 en una entrevista con la revista LGBT The Advocate. Entonces empezó su activismo en defensa de este colectivo; que lo ha llevado a escribir Family Outting, una obra enfocada a la ayuda de aquellas familias que tienen un miembro en disposición de salir del armario.
Bono se convirtió en portavoz de la Human Rights Campaign, promocionando el Coming Out Day en los Estados Unidos.
Un documental sobre su experiencia de transicionar, Becoming Chaz, se estrenó en el Festival de Cine de Sundance 2011.
En 2016 se integró al elenco recurrente como "Brian Wells" de American Horror Story: Roanoke y en 2017 se integró al elenco principal como uno más del culto en American Horror Story: Cult llamado "Gary Longstreet" y se volverá a integrar en las últimas tres temporadas de American Horror Story.

## Vida privada
Entre 2008 y 2010, transicionó de género. En un reportaje de dos partes de Entertainment Tonight en junio de 2009, explicó que su transición había comenzado un año antes. En mayo de 2010, cambió legalmente su género y nombre.